# Rzecino
Rzecino [ʒɛ'tɕinɔ] (deutsch Retzin) ist ein Dorf in der polnischen Woiwodschaft Westpommern. Es liegt 18 Kilometer südlich von Białogard (Belgard) und gehört zur Gmina Rąbino (Landgemeinde Groß Rambin).

## Geschichte

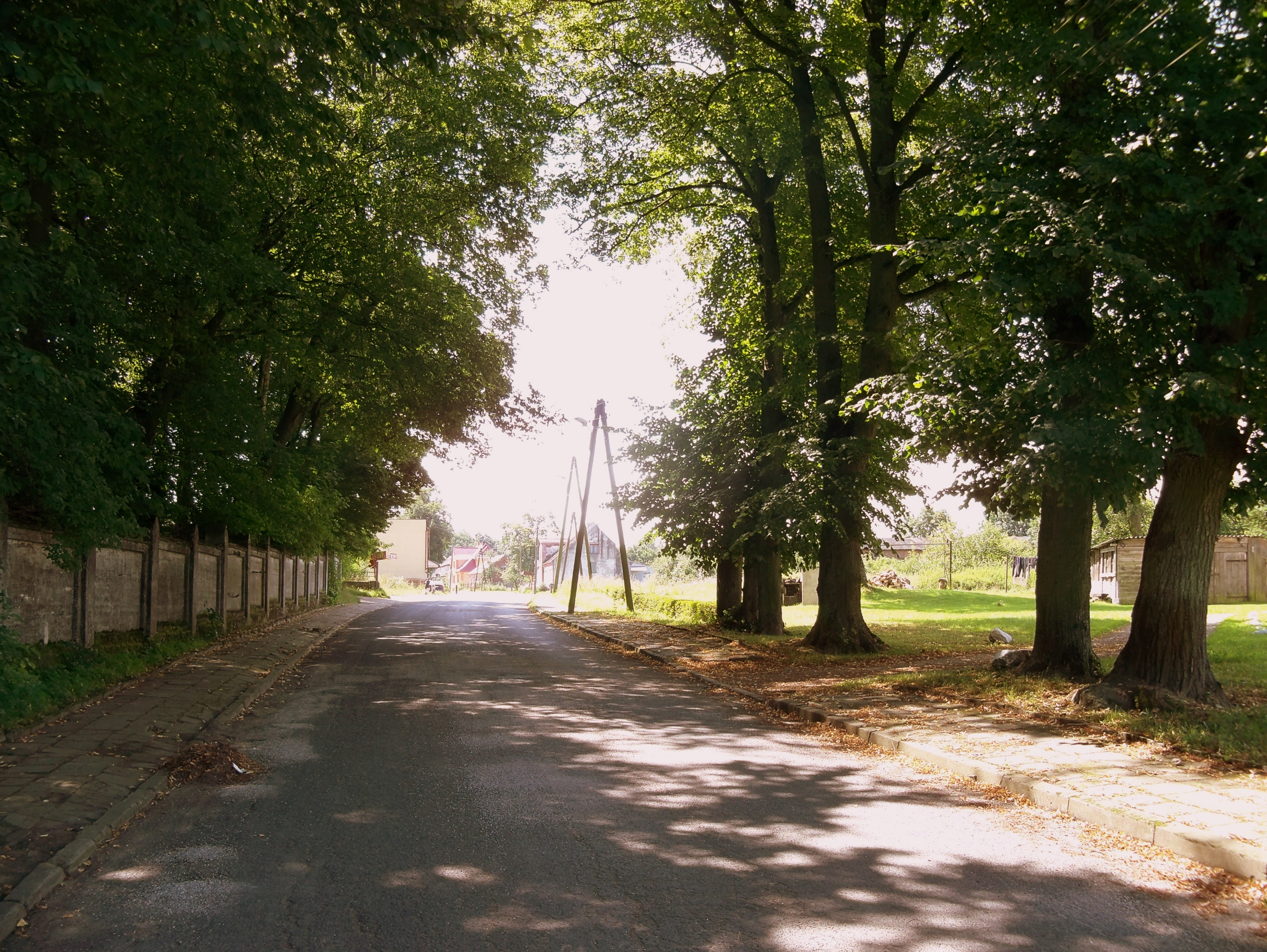
Dorfstraße in Rzecino im Jahre 2011

Im Jahre 1628 wurde Retzin mit seinem Vorwerk Granzin als Lehen der Familie Manteuffel genannt. Es ist der östlichste Ort mit dem Namen Retzin; zwei gleichnamige Orte befinden sich in der Prignitz (in der Gemeinde Groß Pankow) und in der nördlichen Uckermark (in der Gemeinde Ramin).
Besitzer des hiesigen Retzins waren 1655 Asmus und Gerd von Manteuffel sowie Döring Jakob von Krockow. Im Laufe des 17. Jahrhunderts zerfiel das frühere Rittergut in zwei Teile. Danach wechselten oft die Besitzer mit Namen wie von Glasenapp, von Zitzewitz, von Lenz, von Weyher oder von Podewils.
Bei Kriegsende 1945 wurde Retzin, das zum Kreis Belgard gehörte, vom Rittergutsbesitzer Erich Malue, dem Gutsbetrieb Karl Zitzke, dem Großbetrieb Hans Torp und neun landwirtschaftlichen Betrieben bewirtschaftet. Handwerk und Gewerbe waren durch eine Schneiderei, Schmiede, Stellmacherei, Karosseriebau sowie einen Gemischtwarenladen vertreten. 1939 zählte das Dorf 452 Einwohner (106 Haushaltungen), im Jahr 1865 waren es mit 458 nur wenig mehr.
Retzin gehörte bis 1945 zum Amts- und Standesamtsbezirk Arnhausen (heute polnisch Lipie) und zum Amtsgerichtsbezirk Bad Polzin (Połczyn-Zdrój). Letzter deutscher Bürgermeister von Retzin war Franz Ohlow, letzter Amtsvorsteher Karl Griep, und letzte Standesbeamte waren Walter Frank und Hans-Ulrich Pretzell.
Am 4. März 1945 besetzte die Rote Armee das Dorf, das nach dem Krieg zu Polen kam und dessen bisherige Bewohner vertrieben wurden. Heute gehört Rzecino zur Gmina Rąbino (Landgemeinde Groß Rambin) im Powiat Świdwiński.

## Kirche

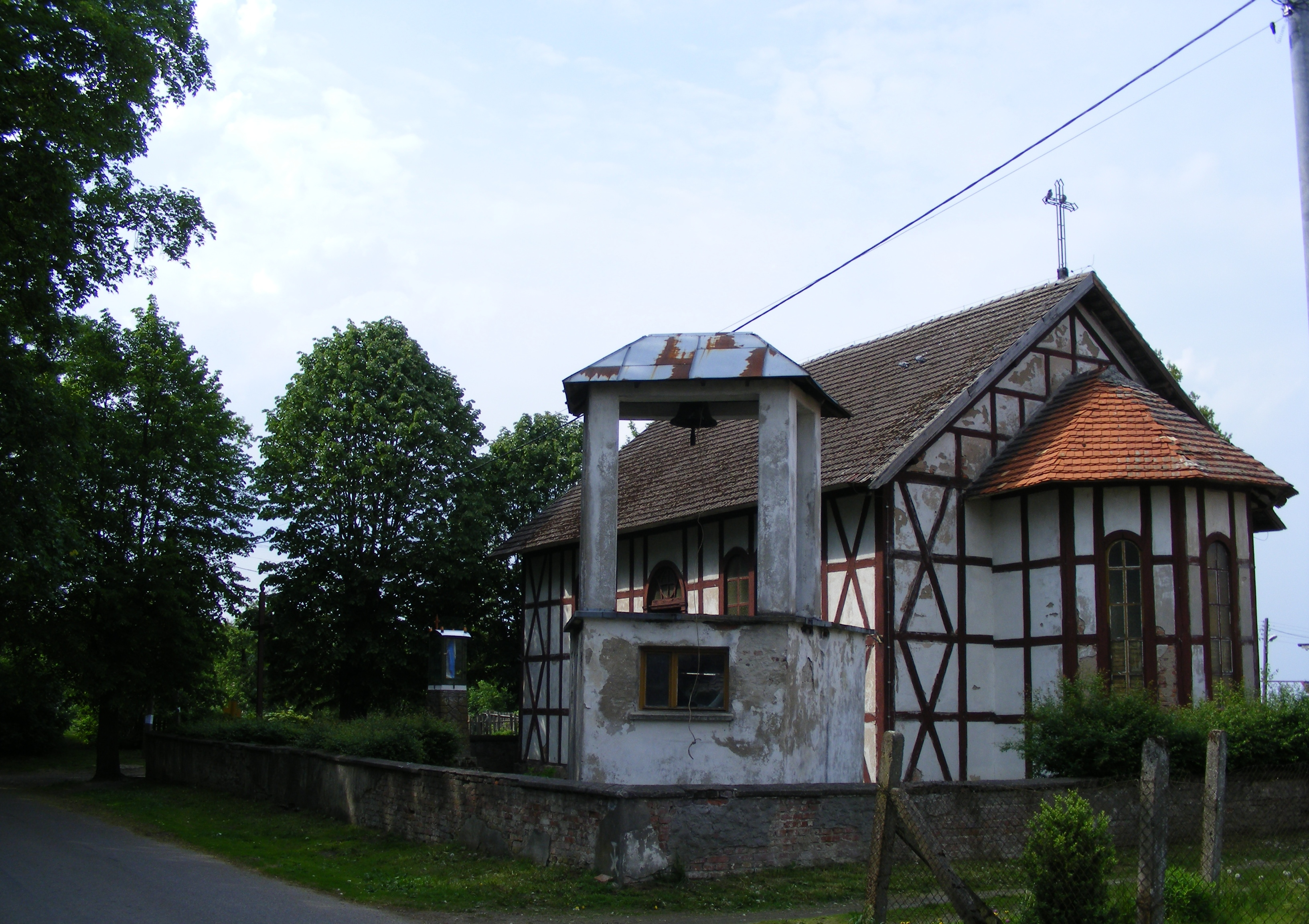
Kirche in Retzin

Retzin hat eine eigene Kirche, die 1862 erbaut wurde. Es handelt sich um eine Fachwerkkirche, deren Glockenstuhl neben dem Gotteshaus steht. Die Kirche wurde nach 1945 von der katholischen Kirche Polens übernommen und am 7. Oktober 1957 wieder feierlich eingeweiht. Sie trägt heute den Namen Kirche St. Josef, der Arbeiter. Rzecino ist weiterhin Filialkirche der jetzt katholischen Pfarrei Lipie (Arnhausen), nunmehr im Dekanat Połczyn-Zdrój (Bad Polzin) im Bistum Koszalin-Kołobrzeg (Erzbistum Stettin-Cammin).
Vor 1945 war Retzin mit Granzin eine Filialgemeinde im Kirchspiel Arnhausen (heute Lipie) und gehörte somit zum Kirchenkreis Belgard in der Kirchenprovinz Pommern der evangelischen Kirche der Altpreußischen Union. 1940 gehörten zur Filialgemeinde Retzin 508 Gemeindeglieder. Das Kirchenpatronat oblag zuletzt den letzten Retziner Gutsbesitzern Erich Malue und Hans Torp.
Rzecino gehört heute zur Parochie Koszalin (Köslin) der Evangelischen Kirche Augsburgischen (lutherischen) Bekenntnisses in Polen. Nächste Kirchorte sind Białogard (Belgard) und Świdwin (Schivelbein).

## Schule
Retzin hatte eine Dorfschule, in der 1928 68 Kinder in zwei Klassenräumen von 2 Lehrern unterrichtet wurden. Die Schule hat sich bis heute als kleine, teilweise als kleinste Schule Polens bezeichnete, Grundschule erhalten. 2003 waren nur noch sechs Kinder eingeschult.

## Persönlichkeit
- Johannes Zitzke (* 1. November 1886 in Retzin), von 1924 bis 1945 Superintendent des Kirchenkreises Belgard

## Sehenswürdigkeiten
Das breite Herrenhaus des Rittergutes der Manteuffel aus dem 17. Jahrhundert ist nicht erhalten. Sehenswert ist die alte, ehemals zwei Hektar große Parkanlage des 18. und 19. Jahrhunderts, die sich in großen Teilen erhalten hat und einen schönen alten Baumbestand an Ahorn, Kastanien und Buchen aufweist.